# Chamaeleo balebicornutus
Chamaeleo balebicornutus este o specie de cameleon din genul Chamaeleo, familia Chamaeleonidae, ordinul Squamata, descrisă de Tilbury 1998. Conform Catalogue of Life specia Chamaeleo balebicornutus nu are subspecii cunoscute.